# Arrondissement di Saint-Flour
L'arrondissement di Saint-Flour è un arrondissement dipartimentale della Francia situato nel dipartimento del Cantal, appartenente alla regione dell'Alvernia-Rodano-Alpi.

## Composizione
L'arrondissement comprende 9 cantoni:
- cantone di Allanche
- cantone di Chaudes-Aigues
- cantone di Condat
- cantone di Massiac
- cantone di Murat
- cantone di Pierrefort
- cantone di Ruynes-en-Margeride
- cantone di Saint-Flour-Nord
- cantone di Saint-Flour-Sud